# Blasieholmen
Blasieholmen er en halvø på Norrmalm i Stockholms innerstad, vest for Nybroviken og øst for Strömmen og Gamla stan. Mod syd strækker Blasieholmen sig til Skeppsholmsbron. Blasieholmen var frem til begyndelse af 1700-talet en ø, som vandløbet Näckström adskilte fra Norrmalm.
På Blasieholmen findes blandt andet Sveriges Nationalmuseum, Grand Hôtel og Hotel Strand, Svenska Frimurare Orden (Bååtska palatset), Wallmans salonger samt Dahlgrens og Wedholms restaurationer. 
I 2005 havde bydelen (basområdet eller basisområdet) kun 11 faste indbyggere. Derimod var der 5.385 arbejdspladser på holmen. 

## Afgrænsning
Blasieholmen savner en formel afgrænsning, men støder op til vand i tre verdenshjørner: Saltsjön og dens vige Ladugårdslandsviken og Nybroviken. En almindelig afgrænsning mod Stockholms City i nordvest er strækningen Grevgränd/Arsenalsgatan/Nybrokajen. En anden mulig og noget snævrere afgrænsning er Stallgatan. 
Syd for Blasieholmen ligger Skeppsholmen, som kan nås via Skeppsholmsbron og videre til Kastellholmen.

## Skibstrafik
Turistbådene lægger til ved Blasieholmen. Det samme gør rutebådene til Vaxholm.